# Bothriospilini

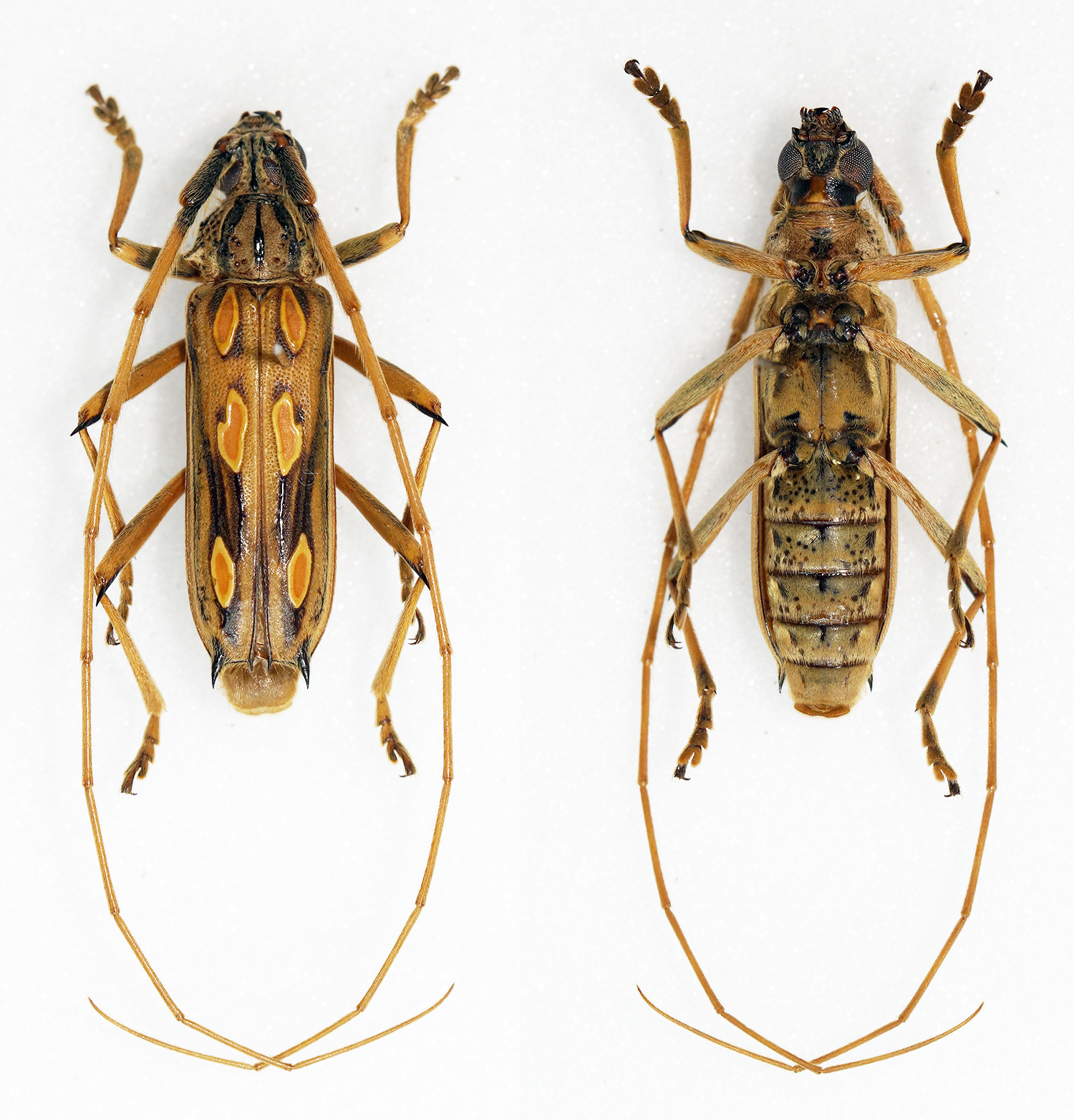
Bothriospila elegans

Bothriospilini (лат.) — триба жуков-усачей из подсемейства настоящих усачей (Cerambycinae). Встречаются в Неарктике и Неотропической области.

## Описание
Размер удлинённого тела варьирует от умеренного (10—40 мм) до крупного (более 40 мм). Глаза в основном почковидные, цельные (не полностью разделены на верхнюю и нижнюю доли). Усики в основном нитевидные, невооруженные; усики 11-члениковые, длинные, заходят за кончик брюшка. Переднеспинка изменчивая, от обычно субквадратной (примерно такой же длины) до поперечной (заметно шире, чем длина); боковые края переднеспинки вариабельные, с отчетливыми тупыми бугорками или острыми шипами. Надкрылья редко с отчетливыми приподнятыми желтоватыми отметинами (не образованными щетинками); вершины надкрылий с отчетливыми шипами. Задние бёдра с отчетливым шипом на вершине или без него.

## Классификация
Триба включает 10 рода и около 30 видов. Ранее в статусе подтрибы Bothriospilina Lane, 1950 в составе трибы Torneutini Thomson, 1860. В составе трибы:
- Bothriospila (Aurivillius, 1923)
  - Bothriospila elegans Aurivillius, 1924
- Chlorida (Serville, 1834) 
  - Chlorida cincta Guérin-Méneville, 1844
  - Chlorida costata Audinet-Serville, 1834
  - Chlorida curta Thomson, 1857
  - Chlorida denticulata Buquet, 1860
  - Chlorida fasciata Bates, 1870
  - Chlorida festiva (Linnaeus, 1758)
  - Chlorida inexpectata Martins, Galileo & Oliveira, 2011
  - Chlorida obliqua Buquet, 1852
  - Chlorida spinosa Aurivillius, 1887
  - Chlorida transversalis Buquet in Guérin-Méneville, 1844
- Chrotoma Casey, 1891
  - Chrotoma dunniana Casey, 1891
- ?Coccoderus Buquet, 1840 — или в трибе Torneutini[8]
  - Coccoderus amazonicus Bates, 1870
  - Coccoderus biguttatus Martins, 1985[9]
  - Coccoderus bisignatus Buquet, 1840
  - Coccoderus guianensis Tavakilian & M. L. Monné, 2002[10]
  - Coccoderus longespinicornis Fuchs, 1964
  - Coccoderus novempunctatus (Germar, 1824)
  - Coccoderus pittieri Joly, 2017
  - Coccoderus sexguttatus Waterhouse, 1880
  - Coccoderus sexmaculatus Buquet, 1840
  - Coccoderus sicki Lane, 1949
  - Coccoderus speciosus Gounelle, 1909
  - Coccoderus spinulicornis Joly, 2017
  - Coccoderus timbaraba Martins & Esteban-Durán, 2012
- Delemodacrys (Martins & Napp, 1979)[11]
  - Delemodacrys mourei Martins & Napp, 1979
- Gnaphalodes Thomson, 1860
  - Gnaphalodes trachyderoides Thomson, 1860
- Knulliana Linsley, 1962
  - Knulliana cincta (Drury, 1773)
- Ranqueles Gounelle, 1906
  - Ranqueles gounellei Bosq, 1947
  - Ranqueles mus Gounelle, 1906
  - Ranqueles steparius Di Iorio, 1996
- Scapanopygus Gounelle, 1913
  - Scapanopygus cinereus Gounelle, 1913
- Taygayba Martins & Galileo, 1998
  - Taygayba venezuelensis Martins & Galileo, 1998
- Timbaraba Monné & Napp, 2004
  - Timbaraba dispar Monne & Napp, 2004